# جان فورد
جان مارتین فینی (انگلیسی: John Martin Feeney؛  ۱ فوریهٔ ۱۸۹۴ – ۳۱ اوت ۱۹۷۳) معروف به جان فورد (John Ford)، کارگردان فیلم آمریکایی بود. او یکی از مهم‌ترین و تأثیرگذارترین فیلم‌سازانِ نسل خود بود.
او به‌خاطر ساختن فیلم‌های بزرگ و معروفی چون دلیجان، جویندگان، چه سر سبز بود دره من، مردی که لیبریتی والانس را کشت، مرد آرام، کلمنتاین عزیزم و همچنین به تصویر درآوردن رمان‌های کلاسیک آمریکایی چون خوشه‌های خشم اثر جان اشتاین‌بک شهرت جهانی یافته‌است. فورد با بردن چهار اسکار بهترین کارگردانی از مجموع پنج نامزدی، در این بخش رکورددار است.

## زندگی
جان فورد در سال ۱۸۹۴ با نام تولد جان مارتین فینی (به انگلیسی: John Martin Feeney) در کیپ الیزابت، مین زاده شد. پدر او «جان آگوستین فینی» و مادرش «باربارا (ابی) کوران» که هردو در سال ۱۸۵۶ و در ایرلند زاده شده بودند، در سال ۱۸۷۲ از ایرلند به ایالات متحده مهاجرت نمودند. جان آگوستین و باربارا به ترتیب و به فاصله فقط چند روز وارد شهرهای بوستون و پورتلند گردیدند. آن دو در سال ۱۸۷۵ با یکدیگر ازدواج نمودند و سه سال بعد به تابعیت کشور آمریکا درآمدند و به تدریج صاحب ۱۱ فرزند گردیدند.
جان مارتین فینی در پورتلند و تا سطح دیپلم در دبیرستان پورتلند درس خواند. بعدها تالار مرکزی همین دبیرستان بخاطر بزرگداشت وی به تالار جان فورد تغییر نام یافت.
خانواده جان به دلیل ریشه‌های ایرلندی که داشتند، از او با نام شون یاد می‌کردند. خود وی نیز بارها در فیلم‌هایش مستقیم و غیر مستقیم به اصل و نسب ایرلندی‌اش اشاره نموده‌است.
جان فورد در سال ۱۹۱۴ و با نام سینمایی جک فورد شروع به بازیگری در فیلم‌ها نمود. او علاوه بر فیلم‌هایی که برای بازیگری در آن‌ها مزد دریافت می‌نمود، در بعضی فیلم‌ها به صورت افتخاری نیز بازی می‌کرد. فیلم صامت تولد یک ملت (که در سال ۱۹۱۵ توسط د.و. گریفیث ساخته شد) نمونه‌ای از فیلم‌هایی است که شرکت او در آن‌ها افتخاری بوده‌است. جان فورد در این فیلم در نقش یک عضو کو کلاکس کلن ظاهر گردید که در یک صحنه بسیار کوتاه گوشه کلاه خود را برای بهتر دیدن کنار می‌زند!
جان فورد در ماه ژوئیه سال ۱۹۲۰ با «ماری مک براید اسمیث» ازدواج نمود و از او صاحب دو فرزند گردید. وی هرگز از همسرش جدا نشد ولی به مدت پنج سال با کاترین هیپورن هنرپیشه معروف سینمای هالیوود رابطه عاشقانه داشت. آشنایی این دو از زمان بازی کاترین هیپورن در فیلم ماری اسکاتلند (۱۹۳۶) که فورد کارگردانی آن را به عهده داشت شروع گردیده بود.

## تأثیرات

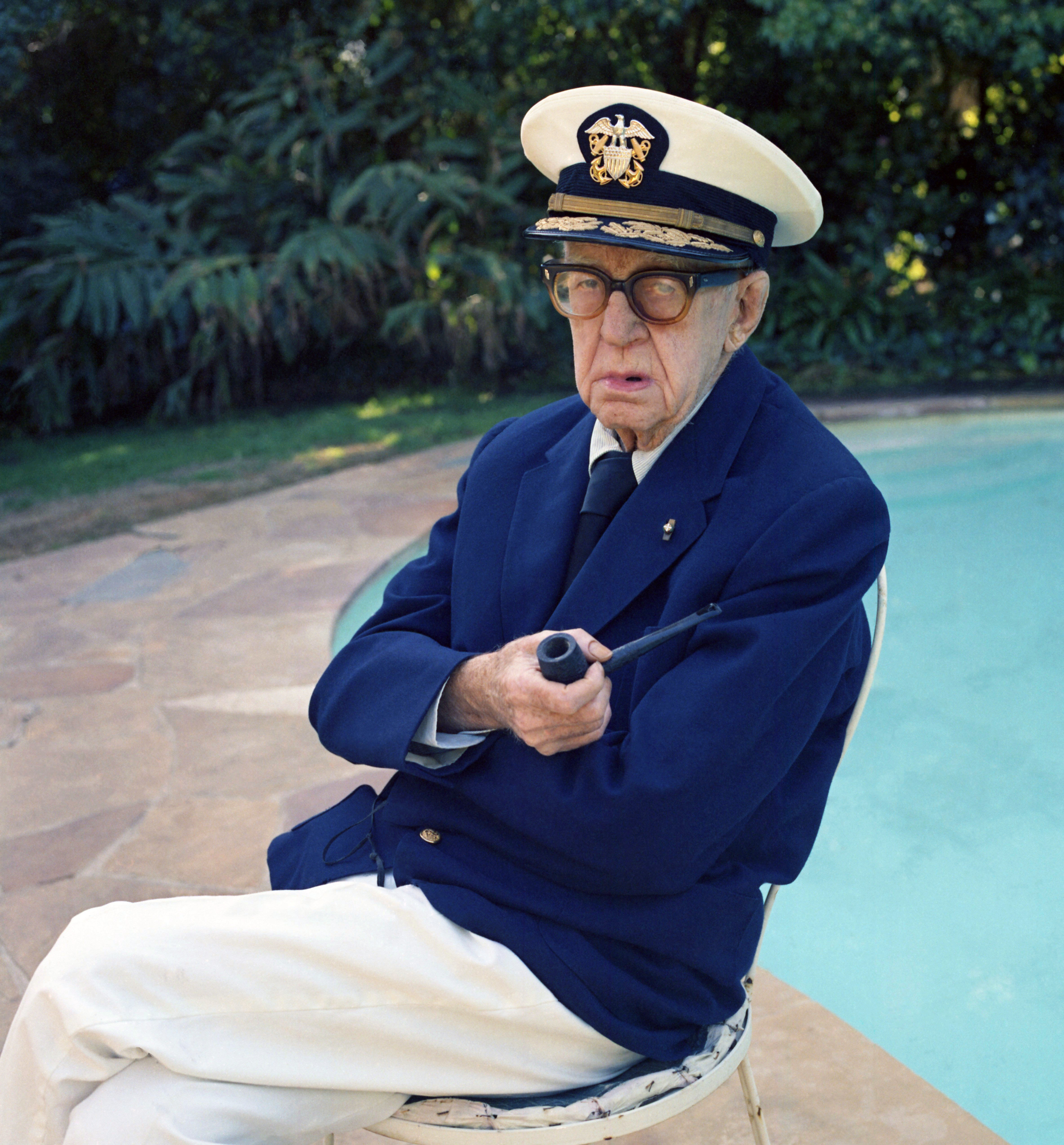
فورد در سال ۱۹۷۳

سبک فیلم‌سازی این کارگردان بزرگ آنچنان تأثیر عمیقی بر سینمای جهان داشته‌است که بزرگانی چون اینگمار برگمان و اورسن ولز او را یکی از بزرگ‌ترین کارگردان‌های تمام اعصار دانسته‌اند. زمانی از اورسن ولز پرسیده بودند که وی در کجا هنر فیلم‌سازی را فرا گرفته‌است و او این پاسخ مشهور را داد: 
«فیلم‌سازی را از استادان پیش‌کسوت این هنر آموخته‌ام؛ و منظورم از استادان پیش‌کسوت سینما اشخاصی هستند چون جان فورد، جان فورد و جان فورد».

کارگردانان دیگری چون آکیرا کوروساوا، مارتین اسکورسیزی، استیون اسپیلبرگ، سم پکینپا، پیتر باگدانوویچ، سرجو لئونه و ژان-لوک گدار نیز تحت تأثیر فیلم‌سازی جان فورد بوده‌اند.

## نکات

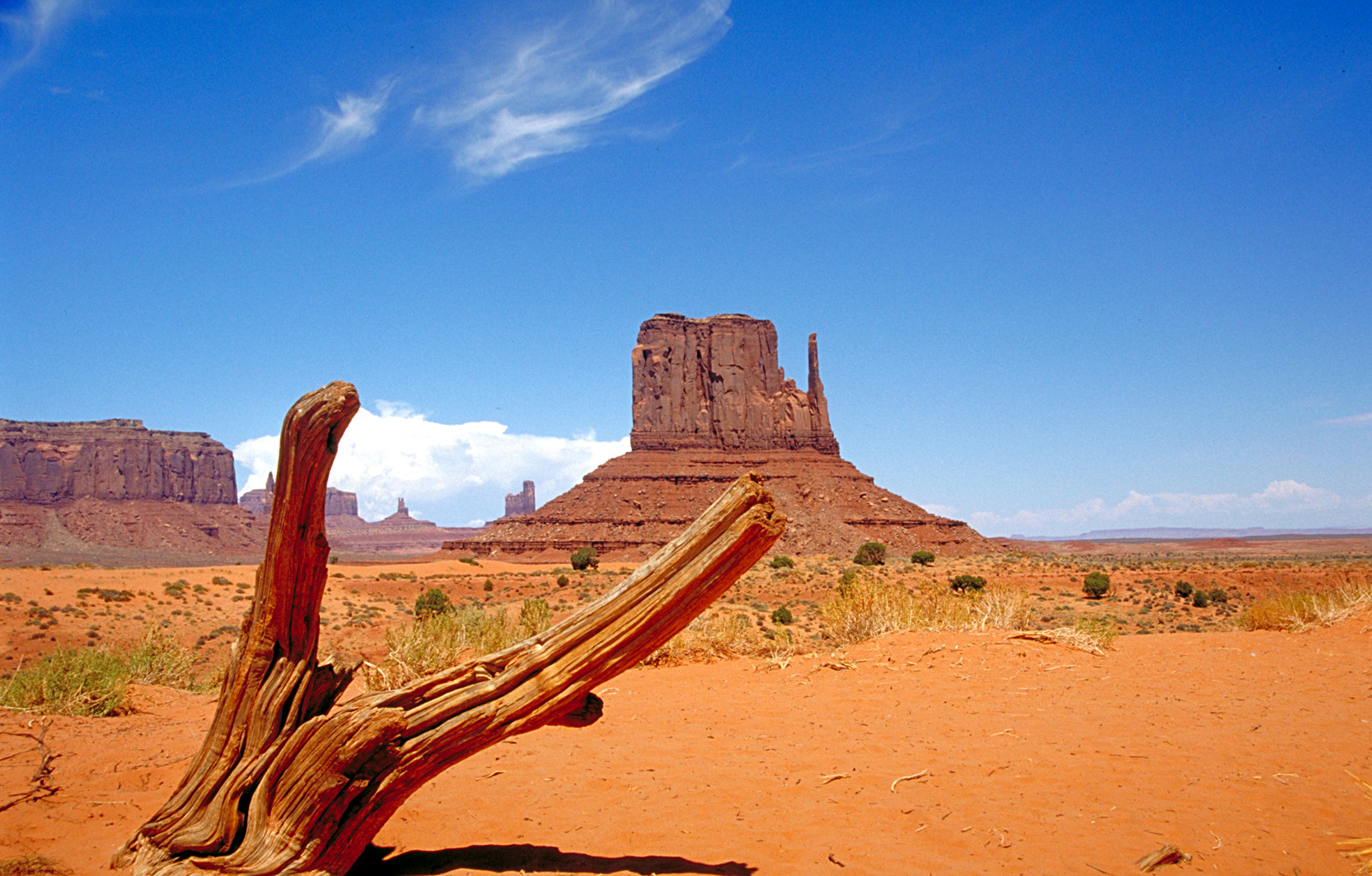
مانیومنت ولی

«نام من جان فورد است، من وسترن می‌سازم» این یکی از نقل قول‌های معروف جان فورد است. فورد کارگردانی را در سال ۱۹۲۱ آغاز کرد و تا پایان زندگی بیش از پنجاه فیلم ساخت که بیشتر آن‌ها وسترن بودند.
«از این پایان‌های خوش با بوسه‌ای در آخر کار متنفرم! من هرگز چنین چیزی نساختم.» (جان فورد)
هنرپیشه مورد علاقه او - جان وین در طول ۳۵ سال بیش از ۲۰ فیلم برای او بازی کرد که از میان آن‌ها می‌توان به فیلم‌های مشهوری چون دلیجان، جویندگان، مردی که لیبرتی والانس را کشت، مرد آرام، آنان قابل چشم‌پوشی بودند، دژ آپاچی و دختری با روبان زرد اشاره نمود.
جان فورد ناحیه‌ای به نام مانیومنت ولی در ایالت یوتا را بسیار دوست می‌داشت و بارها آنجا را به‌عنوان محل فیلم‌برداری فیلم‌های خویش انتخاب نمود. او با کمک فیلمبرداران هنرمندی که با وی همکاری می‌کردند، غرب آمریکا و تاریخ آن را در چند صحنه از با شکوه‌ترین صحنه‌هایی که تاکنون در سینما ساخته شده‌است در فیلم‌هایی چون جویندگان، دختری با روبان زرد، ریو گرانده و کلمنتاین عزیزم به تصویر درآورده است.
جان فورد در اصل ایرلندی بود اما ملیت آمریکایی داشت. در سال‌های ۱۹۳۵، ۱۹۴۰، ۱۹۴۱ و ۱۹۵۲ موفق به کسب جایزه اسکار بهترین کارگردانی گردید و از این لحاظ در میان کارگردانان آمریکایی دارای رکورد است. از میان چهار فیلمی که او اسکار بهترین کارگردانی را برای ساختن آن‌ها به‌خود اختصاص داد، فقط یک فیلم موفق به کسب اسکار بهترین فیلم نیز گردید.
فیلم‌های برنده اسکار جان فورد عبارتند از: چه سرسبز بود دره من (How Green Was My Valley)، خوشه‌های خشم (The Grapes of Wrath)، مرد آرام (The Quiet Man) و خبرچین (The Informer).

## فیلم‌شناسی[۵]
در این فهرست فیلم‌هایی که جان فورد به‌عنوان کارگردان یا دستیار کارگردان در ساخت آن‌ها نقش داشته‌است، آورده‌شده.

| سال  | عنوان                                             | توضیحات |
| ---- | ------------------------------------------------- | --- |
| ۱۹۱۵ | دروازه‌‌ ویرانی                                     | دستیار کارگردان، نویسنده، بازیگر؛ با بازی و کارگردانی فرانسیس فورد؛ کوتاه (دو حلقه)؛ گمشده. |
| ۱۹۱۵ | سکه شکسته                                         | دستیار کارگردان، بازیگر؛ با بازی گریس کونارد، فرانسیس فورد؛ به‌کارگردانی فرانسیس فورد؛ سریال ۲۲ قسمتی؛ گمشده. |
| ۱۹۱۷ | تورنادو                                           | کارگردان، نویسنده، بازیگر، بدل‌کار؛ با بازی جین هاتاوی؛ کوتاه (دو حلقه)؛ اولین کارگردانی فورد؛ گمشده. |
| ۱۹۱۷ | ردپای نفرت                                        | کارگردان، نویسنده، بازیگر؛ کوتاه (دو حلقه)؛ گمشده. |
| ۱۹۱۷ | کله‌شق                                             | کارگردان، نویسنده، بازیگر؛ کوتاه (دو حلقه)؛ گمشده. |
| ۱۹۱۷ | چوپان روح‌ها                                       | کارگردان؛ با بازی هری کری، مالی مالون، هوت گیبسون؛ کوتاه (سه حلقه)؛ اولین فیلم فورد با کری و گیبسون؛ گمشده. |
| ۱۹۱۷ | تیراندازی مستقیم                                  | کارگردان؛ با بازی هری کری؛ اولین کارگردانی فیلم بلند فورد. |
| ۱۹۱۷ | مرد مرموز                                         | کارگردان، نویسنده؛ با بازی هری کری؛ دو حلقه از پنج حلقه فیلم سالم است. |
| ۱۹۱۷ | مردی تحت تعقیب                                    | کارگردان، نویسنده؛ با بازی هری کری، مالی مالون؛ گمشده. |
| ۱۹۱۷ | رفیق شاین                                         | کارگردان، نویسنده؛ با بازی هری کری، گرترود آستور، هوت گیبسون؛ کوتاه (دو حلقه)؛ گمشده. |
| ۱۹۱۷ | تاختن در برادوی (تقلا در برادوی)                  | کارگردان، نویسنده؛ با بازی هری کری، مالی مالون؛ به‌عنوان هدیه ویژه در نسخه بلوری فیلم دلیجان محصول کرایتریون منتشر شد. |
| ۱۹۱۸ | شبح‌سواران                                         | کارگردان؛ با بازی هری کری، مالی مالون؛ گمشده. |
| ۱۹۱۸ | زن وحشی                                           | کارگردان، نویسنده؛ با بازی هری کری، مالی مالون؛ داستان از فورد و کری؛ گمشده. |
| ۱۹۱۸ | طلای دزدان                                        | کارگردان؛ با بازی هری کری، مالی مالون؛ گمشده. |
| ۱۹۱۸ | قطره سرخ                                          | کارگردان، نویسنده؛ با بازی هری کری، مالی مالون؛ تصور می‌شد که تنها ۳۰ دقیقه از فیلم باقی مانده‌است تا اینکه نسخه کامل فیلم در سانتیاگو، شیلی کشف‌شد. |
| ۱۹۱۸ | بی‌محابا                                           | کارگردان، نویسنده؛ با بازی هری کری، دوک آر لی؛ نسخه چاپی آن در موزه جورج ایستمن باقی مانده‌است. |
| ۱۹۱۸ | احمقِ یک زن                                        | کارگردان؛ با بازی هری کری، بتی شید؛ گمشده. |
| ۱۹۱۸ | هوس                                               | دستیار کارگردان؛ نویسنده؛ به‌کارگردانی و با بازی فرانسیس فورد؛ نسخه‌هایی از فیلم باقی مانده‌است. |
| ۱۹۱۸ | سه مرد سوارکار                                    | کارگردان؛ با بازی هری کری؛ گمشده. |
| ۱۹۱۹ | طناب‌پیچ                                           | کارگردان؛ با بازی هری کری، نوا گربر؛ گمشده. |
| ۱۹۱۹ | برادران مبارز                                     | کارگردان؛ با بازی پیت موریسون، هوت گیبسون؛ کوتاه (دو حلقه)؛ گمشده. |
| ۱۹۱۹ | مبارزه‌ای برای عشق                                 | کارگردان؛ با بازی هری کری؛ گمشده. |
| ۱۹۱۹ | گاودزدان                                          | کارگردان، تهیه‌کننده (هر دو غیررسمی)؛ با بازی پیت موریسون، هوت گیبسون؛ کوتاه (دو حلقه)؛ احتمالاً به‌کارگردانی رجینالد بارکر؛ وضعیت بقای فیلم نامشخص است. |
| ۱۹۱۹ | مشت‌های برهنه (مشت‌های خالی)                        | کارگردان؛ با بازی هری کری، بتی شید؛ گمشده. |
| ۱۹۱۹ | قانون اسلحه                                       | کارگردان؛ با بازی پیت موریسون، هوت گیبسون؛ کوتاه (دو حلقه)؛ وضعیت بقای فیلم نامشخص است. |
| ۱۹۱۹ | هفت‌تیرکش                                          | کارگردان، نویسنده؛ با بازی پیت موریسون، هوت گیبسون؛ کوتاه (دو حلقه)؛ داستان از فورد و هری کری؛ وضعیت بقای فیلم نامشخص است. |
| ۱۹۱۹ | از طریق پُست سرخ‌پوستان                             | کارگردان؛ پیت موریسون، دوک آر لی؛ کوتاه (دو حلقه)؛ بخشی از آن گمشده. |
| ۱۹۱۹ | سوارانِ انتقام                                     | کارگردان، نویسنده؛ با بازی هری کری، سینا اوون؛ گمشده. |
| ۱۹۱۹ | آخرین یاغی                                        | کارگردان، نویسنده؛ با بازی ادگار جونز، لوسیل هاتون؛ کوتاه (دو حلقه)؛ فقط حلقه اول موجود است. |
| ۱۹۱۹ | رانده‌شدگان پوکر فلت                               | کارگردان؛ با بازی هری کری، کالن لندیس؛ بر اساس داستان کوتاهی از برت هارت؛ گمشده. |
| ۱۹۱۹ | بهترین سوارکار                                    | کارگردان؛ با بازی هری کری، دوک آر لی؛ گمشده. |
| ۱۹۱۹ | سوارکار قانون                                     | کارگردان؛ با بازی هری کری، وستر پگ؛ گمشده. |
| ۱۹۱۹ | هفت‌تیرکش محترم                                    | کارگردان، نویسنده؛ با بازی هری کری، جی. بارنی شری؛ بخشی از آن گمشده (سه حلقه باقی مانده). |
| ۱۹۱۹ | مردان تحت تعقیب                                   | کارگردان؛ با بازی هری کری؛ فیلم سه پدرخوانده (۱۹۴۸) ساخته خود فورد بازسازی این فیلم است؛ گمشده. |
| ۱۹۲۰ | شاهزاده خیابان اِی                                 | کارگردان؛ با بازی جیمز جی کوربت، ریچارد هاردینگ کامینگز؛ اولین فیلم فورد که وسترن نیست؛ گمشده. |
| ۱۹۲۰ | دختر در شماره ۲۹                                  | کارگردان؛ با بازی فرانک مایو، الینور فر؛ گمشده. |
| ۱۹۲۰ | تیرک‌های وابستگی                                   | کارگردان؛ با بازی فرانک مایو؛ گمشده. |
| ۱۹۲۰ | فقط رفیقیم                                        | کارگردان؛ فاکس فیلم؛ با بازی باک جونز، هلن فرگوسن؛ اولین فیلم فورد برای فاکس فیلم؛ نسخه‌های چاپی آن باقی مانده‌است. |
| ۱۹۲۱ | ضربه بزرگ                                         | کارگردان؛ فاکس فیلم؛ با بازی باک جونز، باربارا بدفورد؛ گمشده. |
| ۱۹۲۱ | طردشدگان                                          | کارگردان؛ با بازی هری کری، هلن فرگوسن؛ گمشده. |
| ۱۹۲۱ | مشت محکم                                          | کارگردان، تهیه‌کننده؛ با بازی هری کری، میگنون گلدن؛ گمشده. |
| ۱۹۲۱ | گریزهای ناگزیر (مسیرهای نومیدانه)                 | کارگردان؛ با بازی هری کری، آیرین ریچ؛ گمشده. |
| ۱۹۲۱ | کُنِش                                               | کارگردان؛ با بازی هوت گیبسون، فرانسیس فورد؛ گمشده. |
| ۱۹۲۱ | شلیک مطمئن                                        | کارگردان؛ با بازی هوت گیبسون، مالی مالون؛ گمشده. |
| ۱۹۲۱ | جکی                                               | کارگردان؛ فاکس فیلم؛ با بازی شرلی میسون، ویلیام اسکات؛ گمشده. |
| ۱۹۲۲ | دخترک خندان                                       | کارگردان؛ با بازی شرلی میسون، گتسون گلس؛ گمشده. |
| ۱۹۲۲ | نرون                                              | دستیار کارگردان (غیررسمی)؛ به‌کارگردانی جی. گوردون ادواردز؛ گمشده. |
| ۱۹۲۲ | بال‌های نقره‌ای                                     | کارگردان؛ با بازی ماری کار، لین هاموند؛ فورد فقط مقدمه را کارگردانی کرد و بقیه فیلم توسط ادوین کرو کارگردانی‌شد؛ گمشده. |
| ۱۹۲۲ | نعل‌بند دهکده                                      | کارگردان، تهیه‌کننده؛ با بازی ویل والینگ، ویرجینیا ترو بوردمن؛ فقط یک حلقه فیلم از آن موجود است. |
| ۱۹۲۳ | چهره‌ای بر کفِ میخانه                               | کارگردان؛ با بازی هنری بی. والتهال، روث کلیفورد؛ براساس شعری از هیو آنتوان دارسی؛ گمشده. |
| ۱۹۲۳ | سه گام جلوتر                                      | کارگردان، نویسنده؛ با تام میکس، آلما بنت؛ گمشده. |
| ۱۹۲۳ | کمیو کربی                                         | کارگردان؛ با بازی جان گیلبرت، گرترود اولمستد؛ اولین فیلم فورد که در آن با نام «جان فورد» شناخته می‌شود. |
| ۱۹۲۳ | شمال خلیج هادسون                                  | کارگردان، بازیگر؛ با بازی تام میکس، کاتلین کی؛ فورد نقش کوتاهی در فیلم دارد؛ ۴۰ دقیقه از فیلم باقی مانده‌است. |
| ۱۹۲۳ | چشم‌بند بازی                                       | کارگردان؛ با بازی دیوید باتلر، گلادیس هالت؛ گمشده. |
| ۱۹۲۴ | اسب آهنین                                         | کارگردان، تهیه‌کننده؛ با بازی جورج اوبرایان، مج بلامی؛ در سال ۲۰۱۱ به فهرست ملی ثبت فیلم اضافه‌شد. |
| ۱۹۲۴ | دل‌های بلوطی                                       | کارگردان؛ با بازی هوبرت باسورث، پالین استارک؛ گمشده. |
| ۱۹۲۵ | لایتنینگ                                          | کارگردان، تهیه‌کننده؛ با بازی جی هانت، مج بلامی، والاس مک‌دونالدو. |
| ۱۹۲۵ | غرور کنتاکی                                       | کارگردان؛ با بازی هنری بی. والتهال، گرترود آستور. |
| ۱۹۲۵ | متشکرم                                            | کارگردان؛ با بازی الک بی. فرانسیس، جکلین لوگان، جورج اوبرایان؛ گمشده. |
| ۱۹۲۵ | دلِ مبارز                                          | کارگردان؛ با جورج اوبرایان، بیلی داو؛ گمشده. |
| ۱۹۲۶ | هَندیکپ شبدر (چالش ایرلندی)                        | کارگردان، تهیه‌کننده (غیررسمی)؛ با بازی جنت گینور، لسلی فنتون، جی. فارل مک‌دانلد؛ نسخه چاپی آن در موزه هنر مدرن موجود است. |
| ۱۹۲۶ | ۳ مرد بد                                          | کارگردان، نویسنده، تهیه‌کننده؛ با بازی جورج اوبرایان، آلیو بردن. |
| ۱۹۲۶ | افتخار دیگر ارزشی ندارد                           | دستیار کارگردان (غیررسمی)؛ به کارگردانی رائول والش؛ با بازی ویکتور مک‌لاگلن، ادموند لو، دولورس دل ریو. |
| ۱۹۲۶ | بلوو ایگل (عقاب آبی)                              | کارگردان، تهیه‌کننده؛ با بازی جورج اوبرایان، جنت گینور؛ یک حلقه از فیلم گمشده است. |
| ۱۹۲۷ | خلاف جریان                                        | کارگردان؛ با بازی نانسی نش، ارل فاکس؛ زمانی گمشده طلقی‌می‌شد، اما در نیوزیلند دوباره کشف‌شد. |
| ۱۹۲۷ | سیر در عرش                                        | دستیار کارگردان (غیررسمی)؛ به‌کارگردانی فرانک بورزیگی؛ با بازی جنت گینور، چارلز فارل. |
| ۱۹۲۸ | مادر ماکری                                        | کارگردان، تهیه‌کننده (غیررسمی)؛ با بازی بل بنت، نیل همیلتون، ویکتور مک‌لاگلن؛ صدای مووی‌تُن (فقط موسیقی و جلوه‌های صوتی)؛ اولین فیلم فورد که بخشی از آن ناطق است؛ اولین فیلم جان وین با فورد، البته در نقشی فرعی که در عنوان‌بندی ذکرنشده؛ وین در این فیلم همچنین یکی از عوامل صحنه بود؛ سه حلقه از فیلم باقی‌مانده‌است.          |
| ۱۹۲۸ | چهار پسر                                          | کارگردان، تهیه‌کننده (غیررسمی)؛ با بازی مارگارت مان، جیمز هال؛ صدای مووی‌تُن (فقط موسیقی، دیالوگ‌های محدود و جلوه‌های صوتی)؛ جان وین در نقشی فرعی و بدون ذکر نام در عنوان‌بندی حضور دارد. |
| ۱۹۲۸ | خانه جلاد                                         | کارگردان، تهیه‌کننده (غیررسمی)؛ با بازی ویکتور مک‌لاگلن، جون کولیر؛ فیلم صامت؛ جان وین در نقشی فرعی که نامش در عنوان‌بندی ذکرنشده‌است حضور دارد. |
| ۱۹۲۸ | سلمانی ناپلئون                                    | کارگردان؛ با بازی اوتو ماتیسون، ناتالی گولیتزن؛ فیلم کوتاه؛ اولین فیلم تماما ناطق فورد؛ گمشده. |
| ۱۹۲۸ | سرکار رایلی                                       | کارگردان، تهیه‌کننده (غیررسمی)؛ با بازی جی. فارل مک‌دانلد، لوئیز فازندا؛ فیلم صامت با موسیقی هماهنگ. |
| ۱۹۲۹ | پسر قوی                                           | کارگردان؛ ویکتور مگ‌لاگلن، لیاتریس جوی؛ فیلم صامت با موسیقی هماهنگ؛ گمان می‌رود گمشده باشد، اگرچه ممکن است نسخه‌ای چاپی از آن در استرالیا وجود داشته‌باشد. |
| ۱۹۲۹ | ساعت مشکی                                         | کارگردان؛ ویکتور مگ‌لاگلن، میرنا لوی؛ اولین فیلم بلند ناطق کارگردانی‌شده توسط فورد. |
| ۱۹۲۹ | سلام نظامی                                        | کارگردان، تهیه‌کننده؛ با بازی جورج اوبرایان، هلن چندلر؛ وارد باند (در اولین فیلمش)؛ و جان وین در فیلم نقش‌هایی دارد که در عنوان‌بندی اشاره‌نشده. |
| ۱۹۳۰ | مردان بدون زنان                                   | کارگردان، نویسنده، تهیه‌کننده (غیررسمی)؛ با بازی کنث مک‌کنا، فرانک آلبرتسون؛ جان وین یک نقش فرعیِ بدونِ اشاره در عنوان‌بندی دارد؛ فیلمی تماماً ناطق که «فقط در یک نسخهٔ بی‌کیفیت که بیشتر دیالوگ‌ها را با نوشته جایگزین کرده، باقی‌مانده‌است».                                                                                       |
| ۱۹۳۰ | بی‌باک به‌دنیا آمده‌بود                              | کارگردان؛ با بازی ادموند لو، کاترین دیل اوون. |
| ۱۹۳۰ | بالای رودخانه                                     | کارگردان، نویسنده؛ با بازی اسپنسر تریسی، هامفری بوگارت (اولین حضور هردو آن‌ها در سینما)؛ |
| ۱۹۳۰ | دریاهای زیر پای ما                                | کارگردان، تهیه‌کننده؛ با بازی جورج اوبرایان، ماریون لسینگ. |
| ۱۹۳۱ | بچه تخس                                           | کارگردان؛ فاکس فیلم؛ با بازی سالی اونیل، آلن داینهارت. |
| ۱۹۳۱ | ارواسمیت                                          | کارگردان؛ گلدوین-یونایتد آرتیستس؛ با بازی رونالد کولمن، هلن هیز، میرنا لوی؛ براساس رمانی از سینکلر لوئیس؛ نامزد جایزه اسکار بهترین فیلم. |
| ۱۹۳۲ | پست هوایی                                         | کارگردان؛ یونیورسال پیکچرز؛ با بازی رالف بلامی، گلوریا استوارت، پت اوبرایان. |
| ۱۹۳۲ | جسم                                               | کارگردان، تهیه‌کننده (غیررسمی)؛ مترو گلدن مایر؛ به همراه والاس بیری، کارن مورلی، ریکاردو کورتز. |
| ۱۹۳۳ | زیارت                                             | کارگردان؛ فاکس فیلم؛ با بازی هنریتا کراسمن، هدر آنجل. |
| ۱۹۳۳ | دکتر بول                                          | کارگردان؛ فاکس فیلم؛ ویل راجرز، ماریان نیکسون. |
| ۱۹۳۴ | گروه گشت گمشده                                    | کارگردان، تهیه‌کننده (غیررسمی)؛ آرکی‌او پیکچرز؛ به‌همراه ویکتور مک‌لاگلن، بوریس کارلوف. |
| ۱۹۳۴ | دنیا ادامه داد                                    | کارگردان؛ فاکس فیلم؛ به همراه مادلین کارول، فرانکوت تون. |
| ۱۹۳۴ | کشیش قاضی                                         | کارگردان؛ فاکس فیلم؛ با بازی ویل راجرز، تام براون، آنیتا لوئیس، هنری بی. والتهال. |
| ۱۹۳۵ | تمام شهر حرفش را می‌زنند                           | کارگردان، تهیه‌کننده (غیررسمی)؛ کلمبیا پیکچرز؛ با بازی اردوارد جی. رابینسون، جین آرتور. |
| ۱۹۳۵ | خبرچین                                            | کارگردان، تهیه‌کننده (غیررسمی)؛ آرکی‌او پیکچرز؛ با بازی ویکتور مک‌لاگلن، هدر آنجل؛ براساس رمانی از لیام اوفلاهرتی؛ جایزه اسکار بهترین کارگردانی؛ نامزد جایزه اسکار بهترین فیلم؛ در سال ۲۰۱۸ به فهرست ملی ثبت فیلم اضافه‌شد.                                                                                                   |
| ۱۹۳۵ | کشتی بخار در خم رودخانه                           | کارگردان؛ استودیوهای فاکس قرن بیستم؛ با بازی ویل راجرز، آن شرلی؛ آخرین فیلم راجرز. |
| ۱۹۳۶ | زندانی جزیره شارک                                 | کارگردان؛ استودیوهای فاکس قرن بیستم؛ با بازی وارنر بکستر، گلوریا استوارت. |
| ۱۹۳۶ | ماری اسکاتلند                                     | کارگردان؛ آرکی‌او پیکچرز؛ با بازی کاترین هیپبورن، فردریک مارچ. |
| ۱۹۳۶ | خیش و ستارگان                                     | کارگردان؛ آرکی‌او پیکچرز؛ با بازی بابارا استانویک، پرستون فاستر. |
| ۱۹۳۷ | وی ویلی و نیکی                                    | کارگردان؛ استودیوهای فاکس قرن بیستم؛ با بازی شرلی تمپل، ویکتور مک‌لاگلن؛ در ابتدا با سپیاتون (رنگ‌آمیزی فریم‌‌ها) اکران‌شد. |
| ۱۹۳۷ | توفند                                             | کارگردان؛ گلدوین-یونایتد آرتیستس؛ با بازی دوروتی لامور، جان هال. |
| ۱۹۳۸ | ماجراهای مارکوپولو                                | کارگردان (برخی از سکانس‌های اکشن؛ غیررسمی)؛ گلدوین-یونایتد آرتیستس؛ به کارگردانی آرچی مایو؛ با بازی گری کوپر، سیگرید گوری، بازیل راتبون. |
| ۱۹۳۸ | چهار مرد و یک نیت خیر                             | کارگردان؛ استودیوهای فاکس قرن بیستم؛ با بازی لرتا یانگ، ریچارد گرین، دیوید نیون. |
| ۱۹۳۸ | گشت زیردریایی                                     | کارگردان؛ استودیوهای فاکس قرن بیستم؛ با بازی ریچارد گرین، نانسی کلی. |
| ۱۹۳۹ | دلیجان                                            | کارگردان، تهیه‌کننده؛ واگنر-یونایتد آرتیستیس؛ با بازی کلر تروور، جان وین؛ اولین وسترن ناطق کارگردانی‌شده توسط فورد و اولین فیلم فورد که در مانیومنت ولی فیلم‌برداری‌شده‌است؛ نامزد جایزه اسکار بهترین فیلم؛ نامزد جایزه اسکار بهترین کارگردانی؛ در سال ۱۹۹۵ به فهرست ملی ثبت فیلم اضافه‌شد.                                     |
| ۱۹۳۹ | آقای لینکلن جوان                                  | کارگردان؛ استودیوهای فاکس قرن بیستم؛ با بازی هنری فوندا؛ در سال ۲۰۰۳ به فهرست ملی ثبت فیلم اضافه‌شد. |
| ۱۹۳۹ | طبل‌ها در امتداد موهاک                             | کارگردان؛ استودیوهای فاکس قرن بیستم؛ با بازی کلودت کولبرت، هنری فوندا، ادنا می اولیور؛ براساس رمانی از والتر دی. ادموندز؛ اولین فیلم رنگی کارگردانی‌شده توسط فورد (تکنی‌کالر). |
| ۱۹۴۰ | خوشه‌های خشم                                       | کارگردان؛ استودیوهای فاکس قرن بیستم؛ با بازی هنری فوندا، جین دارول؛ براساس رمانی از جان استاین‌بک؛ فورد جایزه اسکار بهترین کارگردانی و دارول جایزه اسکار بهترین بازیگر نقش مکمل زن را دریافت کردند؛ در سال ۱۹۸۹ به فهرست ملی ثبت فیلم اضافه‌شد.                                                                             |
| ۱۹۴۰ | سفر دریایی طولانی به خانه                         | کارگردان، تهیه‌کننده؛ آرگوسی-یونایتد آرتیستس؛ با بازی جان وین، توماس میچل؛ براساس چهار نمایشنامه تک‌پرده‌ای از یوجین اونیل؛ اولین تولید فورد توسط شرکت خودش، آرگوسی پروداکشنز. |
| ۱۹۴۱ | جاده تنباکو                                       | کارگردان؛ استودیوهای فاکس قرن بیستم؛ با بازی جین تیرنی، دینا اندروز؛ براساس نمایشنامه‌ای از جک کرکلند و رمانی از ارسکین کالدول. |
| ۱۹۴۱ | چه سرسبز بود دره من                               | کارگردان، تهیه‌کننده؛ استودیوهای فاکس قرن بیستم؛ با بازی والتر پیجن، مورین اوهارا، دونالد کریسپ، رادی مک‌داول؛ براساس رمانی از ریچارد لولین؛ برنده جایزه اسکار بهترین فیلم؛ فورد برنده جایزه اسکار بهترین کارگردانی شد؛ در سال ۱۹۹۰ به فهرست ملی ثبت فیلم اضافه‌شد.                                                          |
| ۱۹۴۲ | بهداشت جنسی                                       | کارگردان (سکانس‌های نمایشی)؛ سپاه سیگنال ارتش ایالات متحده؛ فیلم کوتاه ۳۰ دقیقه‌ای (سه حلقه)؛ مستند؛ فیلم آموزشی ارتش در مورد خطرات امراض مقاربتی و راه‌های جلوگیری از آن‌ها. |
| ۱۹۴۲ | نبرد میدوی                                        | کارگردان، تدوین‌گر، فیلم‌بردار (غیررسمی)، نویسنده، تهیه‌کننده (غیررسمی)؛ کمیته فعالیت‌های جنگی؛ استودیوهای فاکس قرن بیستم؛ اولین فیلم مستند جنگی آمریکا؛ کوتاه (دو حلقه)؛ پروپاگاندا؛ با حضور دونالد کریسپ ، هنری فوندا (هر دو راوی هستند)؛ فیلم‌برداری رنگی؛ برنده جایزه اسکار بهترین فیلم مستند.                             |
| ۱۹۴۲ | گروه اژدر                                         | کارگردان؛ مستند کوتاه برای نیروی دریایی ایالات متحده؛ فیلم‌برداری‌شده به‌صورت رنگی. |
| ۱۹۴۳ | در جبهه آفریقای شمالی با ارتش آمریکا              | کارگردان، بازیگر؛ مستند خبری جنگی؛ کوتاه؛ فیلم‌برداری‌شده به‌صورت رنگی. |
| ۱۹۴۳ | ۷ دسامبر                                          | کارگردان، تهیه‌کننده؛ برای نیروی دریایی ایالات متحده؛ نسخه بلند ۸۲ دقیقه‌ای و نسخه کوتاه (سه حلقه) دارد؛ مستند؛ پروپاگاندا؛ کارگردانی مشترک با ستوان گرگ تولند، ذخیره نیروی دریایی ایالات متحده آمریکا؛ نسخه کوتاه آن برنده جایزه اسکار بهترین فیلم مستند کوتاه شد.                                                         |
| ۱۹۴۳ | نیمه‌شب سفر می‌کنیم                                 | کارگردان؛ برای نیروی دریایی ایالات متحده؛ مستند کوتاه درباره خطرات گذراندن کشتی‌های تجاری از مناطق نبرد. |
| ۱۹۴۳ | نیروی کار صنعتی آلمان                             | کارگردان، تهیه‌کننده؛ برای دفتر خدمات راهبردی؛ سیاه‌وسفید با صدای مونو؛ فیلم آموزشی؛ مستند جنگی. |
| ۱۹۴۳ | مخفی‌کاری: چگونه پشت خطوط دشمن عملیات انجام دهیم   | کارگردان، بازیگر؛ برای دفتر خدمات راهبردی؛ فیلم آموزشی؛ فورد در این فیلم مقابل دوربین می‌آید. |
| ۱۹۴۵ | آنان قابل چشم‌پوشی بودند                           | کارگردان، تهیه‌کننده؛ مترو گلدن مایر؛ با بازی رابرت مونتگومری، جان وین، دانا رید؛ نامزد دریافت دو جایزه اسکار - بهترین جلوه‌های تصویری (ای. آرنولد گیلسپی، دونالد یاراوس، رابرت ای. مک‌دونالد، مایکل استاینوراند)، بهترین صداگذاری (داگلاس شیرر).                                                                            |
| ۱۹۴۶ | کلمنتاین عزیزم                                    | کارگردان؛ استودیوهای قرن بیستم؛ با بازی هنری فوندا، لیندا دارنل، ویکتور ماتیور؛ فیلم‌برداری‌شده در مانیومنت ولی؛ در سال ۱۹۹۱ به فهرست ملی ثبت فیلم اضافه‌شد. |
| ۱۹۴۷ | فراری                                             | کارگردان، تهیه‌کننده؛ آرگوسی-آرکی‌او پیکچرز؛ با بازی هنری فوندا، دولورس دل ریو. |
| ۱۹۴۸ | دژ آپاچی                                          | کارگردان، تهیه‌کننده؛ آرگوسی-آرکی‌او پیکچرز؛ با بازی جان وین، هنری فوندا، شرلی تمپل، جان آگار؛ الهام‌گرفته از داستان کوتاه "قتل عام" نوشته جیمز وارنر بلا؛ اولین فیلم از "سه‌گانه سواره نظام" فورد؛ فیلمبرداری‌شده در مانیومنت ولی.                                                                                            |
| ۱۹۴۸ | سه پدرخوانده                                      | کارگردان، تهیه‌کننده؛ آرگوسی-مترو گلدن مایر؛ با بازی جان وین، پدرو آرمنداریز، هری کری جونیور؛ فیلم‌برداری‌شده به‌صورت تکنی کالر؛ براساس رمانی از پیتر بی. کاین؛ فیلم‌برداری‌شده در لوکیشن در دره مرگ؛ بازسازی فیلم مردان تحت تعقیب فورد.                                                                                        |
| ۱۹۴۹ | او یک روبان زرد بست                               | کارگردان، تهیه‌کننده؛ آرگوسی-آرکی‌او پیکچرز؛ با بازی جان وین، جوآن درو، جان آگار؛ فیلم‌برداری‌شده به‌روش تکنی‌کالر؛ براساس داستان‌های کوتاه «شکار بزرگ» و «مهمانی جنگ» نوشته جیمز وارنر بلا؛ فیلم‌برداری‌شده در لوکیشن در مانیومنت ولی؛ دومین فیلم از «سه‌گانه سواره‌نظام» فورد.                                                     |
| ۱۹۴۹ | جو یانگ قدرتمند                                   | دستیار کارگردان، تهیه‌کننده (هر دو غیررسمی)؛ آرگوسی-آر کی او پیکچرز؛ به‌کارگردانی ارنست بی. شودساک؛ با بازی تری مور، بن جانسون، رابرت آرمسترانگ؛ جلوه‌های ویژه: ویلیس اچ. اوبرایان و ری هری‌هاوزن. |
| ۱۹۴۹ | پینکی                                             | کارگردان (اولیه)؛ استودیوهای فاکس قرن بیستم؛ به‌کارگردانی الیا کازان؛ با بازی جین کرین، اتل باریمور؛ فورد کارگردان اصلی بود اما به‌دلیل بیماری، پس از یک هفته کازان جایگزین او شد. |
| ۱۹۵۰ | هنگامی که ویلی قدم به‌سوی خانه برمی‌دارد            | کارگردان؛ استودیوهای فاکس قرن بیستم؛ با بازی دن دیلی، کورین کالوه. |
| ۱۹۵۰ | کاروان‌سالار                                       | کارگردان، نویسنده، تهیه‌کننده؛ آرگوسی-آرکی‌او پیکچرز؛ با بازی بن جانسون، جوآن درو، هری کری جونیور؛ فیلم‌برداری‌شده در موآب، یوتا. |
| ۱۹۵۰ | ریو گرانده                                        | کارگردان، تهیه‌کننده؛ آرگوسی-ریپلابلیک پیکچرز؛ با بازی جان وین، مورین اوهارا، کلود جرمن جونیور؛ براساس داستان کوتاه "ماموریت بدون سابقه" نوشته جیمز وارنر بلا؛ فیلم‌برداری‌شده در موآب، یوتا؛ آخرین فیلم از "سه‌گانه سواره‌نظام" فورد.                                                                                         |
| ۱۹۵۱ | اینجا کُرِه است!                                    | کارگردان؛ نیروی دریایی ایالات متحده-ریپابلیک پیکچرز؛ فیلم‌برداری‌شده به‌صورت رنگی؛ مستندی درباره نیروی دریایی و تفنگداران دریایی ایالات متحده در طول جنگ کره. |
| ۱۹۵۲ | مرد آرام                                          | کارگردان، تهیه‌کننده؛ آرگوسی-ریپابلیک پیکچرز؛ با بازی جان وین، مورین اوهارا؛ فیلم‌برداری‌شده به‌صورت تکنی‌کالر در لوکیشنی در ایرلند؛ براساس داستان کوتاهی از موریس والش؛ فورد برنده جایزه اسکار بهترین کارگردانی و وینتون هاچ و آرچی استات برنده جایزه اسکار بهترین فیلم‌برداری‌شدند؛ در سال ۲۰۱۳ به فهرست ملی ثبت فیلم اضافه‌شد. |
| ۱۹۵۲ | افتخار دیگر ارزشی ندارد                           | کارگردان؛ استودیوهای قرن بیستم؛ با بازی جیمز کاگنی، کورین کالوه، دن دیلی؛ فیلم‌برداری‌شده به‌روش تکنی‌کالر؛ بازسازی فیلم رائول والش محصول سال ۱۹۲۶ (در آن نسخه هم جان فورد دستیار کارگردان است). |
| ۱۹۵۳ | خورشید به روشنی می‌درخشد                           | کارگردان، تهیه‌کننده (غیررسمی)؛ آرگوسی-ریپابلیک پیکچرز؛ با بازی چارلز وینینجر، آرلین ویلن. |
| ۱۹۵۳ | موگامبو                                           | کارگردان؛ مترو گلدن مایر؛ با بازی کلارک گیبل، آوا گاردنر، گریس کلی؛ فیلم‌برداری‌شده به‌صورت تکنی‌کالر در لوکیشنی در آفریقا؛ براساس نمایشنامه غبار سرخ نوشته ویلسون کالیسون. |
| ۱۹۵۳ | هوندو                                             | کارگردان (کارگردان جایگزین در صحنه‌های پایانی؛ غیررسمی)؛ وین-فِلووز-برادران وارنر؛ به‌کارگردانی جان فارو؛ با بازی جان وین، جرالدین پیج؛ فیلم‌برداری سه‌بعدی و وارنرکالر؛ براساس داستان کوتاه «هدیه کوچیس» نوشته لوئیس لامور؛ فورد چند کار واحد دوم بدون ذکر نام را انجام داده‌است.                                              |
| ۱۹۵۵ | صف طویل خاکستری                                   | کارگردان؛ کلمبیا پیکچرز؛ با بازی تایرون پاور، مورین اوهارا؛ فیلم‌برداری‌شده با سینمااسکوپ و تکنی کالر. |
| ۱۹۵۵ | صف سرخ و سفید و آبی                               | کارگردان؛ فیلم کوتاه ۱۰ دقیقه‌ای (یک حلقه)؛ فیلم‌برداری‌شده با سینمااسکوپ و تکنی‌کالر که آمریکایی‌ها را به خرید اوراق قرضه تشویق می‌کند. این فیلم سر صحنه فیلم «خط دراز طوسی» فیلمبرداری‌شده‌است. |
| ۱۹۵۵ | آقای رابرتس                                       | کارگردان؛ برادران وارنر؛ با بازی هنری فوندا، جیمز کاگنی، جک لمون، ویلیام پاول؛ براساس نمایشنامه‌ای از توماس هگن و جاشوا لوگن؛ فیلم‌برداری‌شده با سینمااسکوپ و وارنرکالر؛ در طول تولید، مروین لیروی جایگزین فورد شد؛ لمون جایزه اسکار بهترین بازیگر نقش مکمل مرد را دریافت کرد.                                               |
| ۱۹۵۶ | جویندگان                                          | کارگردان، تهیه‌کننده؛ سی. وی. ویتنی پیکچرز-برادران وارنر؛ با بازی جان وین، جفری هانتر، ورا مایلز؛ براساس رمانی از آلن له می؛ فیلم‌برداری‌شده با ویستاویژن و تکنی‌کالر در لوکیشن مانیومنت ولی؛ در سال ۱۹۸۹ به فهرست ملی فیلم اضافه شد؛ در فهرست ۵۰ فیلم برتر تمام دوران مجله سایت اند ساوند در سال ۲۰۱۲، رتبه هفتم را کسب کرد. |
| ۱۹۵۷ | نشان عقاب                                         | کارگردان؛ مترو گلدن مایر؛ با بازی جان وین، دن دیلی، مورین اوهارا؛ فیلمبرداری‌شده با متروکالر. |
| ۱۹۵۷ | داستان گرولر                                      | کارگردان؛ برای وزارت دفاع ایالات متحده؛ یک فیلم کوتاه رنگی درباره ناو هواپیمابر یواس‌اس گرولر. |
| ۱۹۵۷ | برآمدن ماه                                        | کارگردان؛ برادران وارنر؛ با بازی تایرون پاور که سه داستان در ایرلند را معرفی می‌کند: «۱۹۲۱»، «یک دقیقه انتظار» و «اعلیحضرت قانون». |
| ۱۹۵۸ | بسیار تنها                                        | کارگردان؛ سینمای آزاد-بی‌اف‌آی؛ با بازی جان کوالن؛ فیلم کوتاه ۸ دقیقه‌ای. |
| ۱۹۵۸ | تلاش واپسین                                       | کارگردان، تهیه‌کننده؛ کلمبیا پیکچرز؛ با بازی اسپنسر تریسی، جفری هانتر. |
| ۱۹۵۸ | روز گیدئون (عنوان آمریکایی: گیدئون اسکاتلند یارد) | کارگردان؛ کلمبیا پیکچرز؛ با بازی جک هاوکینز؛ ساخت انگلستان؛ به‌صورت تکنی‌کالر فیلمبرداری‌شد اما در ابتدا در ایالات متحده فقط به‌صورت سیاه‌وسفید منتشرشد. |
| ۱۹۵۹ | کُرِه                                               | کارگردان، تهیه‌کننده؛ یک فیلم کوتاه رنگی برای وزارت دفاع ایالات متحده. |
| ۱۹۵۹ | سواره‌نظام                                         | کارگردان، بازیگر؛ میریش-باتژاک-یونایتد آرتیستس؛ با بازی جان وین، ویلیام هولدن، کانستنس تاورز؛ فیلم‌برداری‌شده به‌صورت دلوکس کالر. |
| ۱۹۶۰ | گروهبان راتلج                                     | کارگردان؛ برادران وارنر؛ با بازی جفری هانتر، کانستنس تاورز، وودی استرود؛ فیلم‌برداری‌شده به‌صورت تکنی کالر در لوکیشن مانیومنت ولی. |
| ۱۹۶۱ | آلامو                                             | دستیار کارگردان؛ بتجاک، یونایتد آرتیستس؛ تهیه‌کننده و کارگردان: جان وین؛ با بازی جان وین، ریچارد ویدمارک، لارنس هاروی. |
| ۱۹۶۱ | دو نفر با هم تاختند                               | کارگردان، تهیه‌کننده؛ کلمبیا پیکچرز؛ با بازی جیمز استوارت، ریچارد ویدمارک، شرلی جونز؛ فیلم‌برداری‌شده به‌صورت ایستمن کالر. |
| ۱۹۶۲ | مردی که لیبرتی والانس را کشت                      | کارگردان، تهیه‌کننده (غیررسمی)؛ پارامونت پیکچرز؛ با بازی جان وین، جیمز استوارت، ورا مایلز، وودی استرود، لی ماروین؛ براساس داستان کوتاهی از دوروتی ام. جانسون؛ در سال ۲۰۰۷ به فهرست ملی ثبت فیلم اضافه‌شد. |
| ۱۹۶۲ | چگونه غرب تسخیر شد                                | کارگردان؛ مترو گلدن مایر؛ با بازی (در بخش فورد) جان وین، جورج پپارد؛ فیلم‌برداری‌شده به‌صورت سینه‌راما و تکنی‌کالر؛ فورد بخش جنگ داخلی را کارگردانی کرد در حالی که هنری هاتاوی و جرج مارشال بخش‌های دیگر فیلم را کارگردانی کردند؛ در سال ۱۹۹۷ به فهرست ملی ثبت فیلم اضافه شد.                                                   |
| ۱۹۶۳ | داناوانز ریف                                      | کارگردان، تهیه‌کننده؛ پارامونت پیکچرز؛ با بازی جان وین، الیزابت آلن، لی ماروین؛ فیلم‌برداری‌شده به‌صورت تکنی‌کالر؛ آخرین بازی وین در فیلمی از فورد. |
| ۱۹۶۴ | پائیز قبیله شاین                                  | کارگردان؛ تهیه‌کننده (غیررسمی)؛ برادران وارنر؛ با بازی ریچارد ویدمارک، کارول بیکر، جیمز استوارت؛ فیلم‌برداری‌شده با دوربین‌های سوپر پاناویژن ۷۰ و به‌صورت تکنی‌کالر در لوکیشن مانیومنت ولی. |
| ۱۹۶۵ | کسیدی جوان                                        | کارگردان (اولیه)؛ مترو گلدن مایر؛ به‌کارگردانی فورد و جک کاردیف؛ با بازی راد تیلور، جولی کریستی؛ فورد کارگردانی فیلم را آغاز کرد اما در طول تولید جای خود را به کاردیف داد که در نسخه نهایی نام او به‌عنوان کارگردان ذکرشد.                                                                                                 |
| ۱۹۶۶ | ۷ زن                                              | کارگردان، تهیه‌کننده (غیررسمی)؛ مترو گلدن مایر؛ با بازی آن بنکرافت، سو لاین، مارگارت لیتون؛ فیلم‌برداری‌شده با دوربین‌های پاناویژن و به‌صورت متروکالر. آخرین فیلم سینمایی کارگردانی‌شده توسط فورد. |
| ۱۹۷۰ | چیستی: ادای احترام به یک افسانه                   | کارگردان؛ مستندی برای نیروی دریایی ایالات متحده درباره ژنرال لوئیس بی. «چستی» پولر؛ روایت‌شده توسط جان وین؛ آخرین فیلم کارگردانی‌شده توسط جان فورد؛ اکران‌شده در سال ۱۹۷۶ (پس از مرگ فورد). |